# Andy Holzer
Andreas „Andy“ Josef Holzer (* 3. September 1966 in Lienz) ist ein österreichischer Bergsteiger, Extremsportler und Vortragsreisender.

## Leben
Holzer ist von Geburt an blind, ist verheiratet und lebt in Tristach/Osttirol. Nach der Schule machte er eine Ausbildung zum Heilmasseur und Heilbademeister, treibt neben dem Beruf verschiedene Sportarten, wie Langlauf, Surfen und auch Mountainbiken. Bekannt wurde Holzer vor allem wegen seiner Leistungen im Klettern und Bergsteigen. 2007 war er Gewinner des Life Award in der Kategorie Sport. Seit 1987 ist Holzer Funkamateur mit dem Amateurfunkrufzeichen OE7AJH.
Am 26. Januar 2019 verletzte sich Holzer bei Arbeiten in mehreren Metern Höhe an seinem privaten ausfahrbaren Teleskop-Funkmast in Tristach, als die Konstruktion nachgab und er sich beide Hände einklemmte. Dabei wurde ihm der rechte Zeigefinger abgetrennt und er erlitt eine Fraktur des linken Unterarms. Geborgen wurde er von der Feuerwehr mit einem Bergekran, einer Teleskopleiter mit Bergekorb.

## Erfolgreiche Touren und Klettereien
Im Jahr 1994 führte Holzer die ersten namhaften Klettereien wie beispielsweise die direkte Besteigung der Laserz-Westkante (Schinderriss), der Südrampe des Roten Turms oder des Alpenrautekamins in den Lienzer Dolomiten durch. Ein Jahr darauf folgte die Ersteigung des Ortlers. 1997 durchstieg Holzer erstmals die Nordwand des Hochstadels in den Lienzer Dolomiten, die mit ihren 1300 Metern Wandhöhe die dritthöchste Wand der Ostalpen ist. 1998 und 1999 folgten Skibesteigungen in den Hohen Tauern, darunter der Großglockner (3798 m) und der Großvenediger, sowie immer schwierigere Felsfahrten auch in den Sextener und in den Ampezzaner Dolomiten, wie zum Beispiel die Nordwand der Kleinen Zinne, der Lagazuoi – Via del Buco, die Hexensteinkante oder Klettereien in den Cinque Torri.
Im Sommer 2004 führte er ein Filmprojekt durch. Das Team von ORF-Südtirol-Heute produzierte einen Filmbeitrag über die Durchsteigung der Gelben Kante (Südkante, Spigolo Giallo) an der Kleinen Zinne durch Holzer. Am 15. August 2004 durchkletterte Holzer in nur neun Stunden die Nordwand der Großen Zinne (Via Comici, VII) als erster blinder Mensch überhaupt. Der beidseitig beinamputierte US-Amerikaner Hugh Herr führte 2005 als Seilerster die beiden blinden Kletterer Erik Weihenmayer aus Colorado (USA) und Andy Holzer durch die Südwand (Via Cassin, VII-) des Preußturms (auch Kleinste Zinne, Cima Picolissima). Am 17. August 2005 folgte eine Mont-Blanc-Längsüberschreitung. Etwa einen Monat darauf, am 8. September 2005 bestieg Holzer den mit 5895 m höchsten Berg von Afrika, den Kilimandscharo, über dessen längste Route, die Machameroute.
Am 13. Juni 2006 erfolgte die Besteigung des Elbrus (5642 m) im Kaukasus in Russland und anschließend die teilweise Abfahrt mit Ski. Einen Monat darauf, am 28. Juli 2006 gelang der Seilschaft Andy Holzer und Erik Weihenmayer die wahrscheinlich erste Begehung einer extremen Klettertour (Roter Turm, V+, Lienzer Dolomiten) im alpinen Gelände durch eine „doppelblinde“ Seilschaft. Am 8. November 2006 bestieg Holzer erstmals den Wiener Donauturm (150 Meter) im Rahmen einer Spendenaktion der Initiative Licht ins Dunkel zusammen mit der Taschentuchmarke Tempo, im Januar 2007 dann den 6961 m hohen Aconcagua.
Im Jahr 2014 versuchte Andy Holzer erstmals, den Mount Everest zu besteigen. „Schon als Jugendlicher war der Everest ein großer Traum von mir. […] Doch noch vor zehn Jahren war nicht daran zu denken, diesen Traum zu verwirklichen, und auch vor fünf Jahren wäre das aussichtslos gewesen. Jetzt habe ich den Erfahrungsschatz, habe das logistische Wissen, und auch finanziell passt es jetzt. Die Chance, die ich jetzt spüre, will ich nutzen“, sagte Holzer in einem Interview mit der Frankfurter Allgemeinen Zeitung. Aufgrund eines Lawinenunglücks brach er den Aufstieg jedoch am 26. April 2014 ab. Auch 2015 musste er die Besteigung vorzeitig beenden. Am 21. Mai 2017 schaffte es Holzer im Rahmen einer kommerziellen Tour mit seinen Partnern Wolfgang Klocker und Clemens Bichler auf den Gipfel. Nach dem US-Amerikaner Erik Weihenmayer ist Holzer der zweite Blinde auf dem höchsten Berg der Welt und der erste, dem dies über die Nordroute gelungen ist.
Andy Holzer hat nach seinen Angaben die Seven Summits, die jeweils höchsten Berge der sieben Kontinente, bestiegen. Von einem Teil der Bergsteigerschaft wird diese Leistung relativiert, da er wegen widriger Wetterbedingungen im Jahr 2008 nur auf dem Gipfelgrat des Denali (6194 m), auf einer Seehöhe von ca. 6160 m, war. Dies bestätigt Holzer auch selbst. Er ging davon aus, der Gipfelgrat ab dem Kahiltna Horn (6133 m) zähle als sog. „Schlechtwetter-Gipfel“ für eine Besteigung des Denali und somit für die Seven Summits, da dies auch von zwei anderen Bergsteigern so gehandhabt wurde. Bergsteiger wie Walter Laserer bestreiten dies und sind der Meinung, dass stets das Erreichen des Vermessungspunktes für einen Gipfelsieg notwendig sei. Holzers Version wird durch das zuständige US-Innenministerium unterstützt, das über die lokalen Park-Ranger eine offizielle Besteigungs-Urkunde überreichte. Die im Tal stationierten Ranger berufen sich bei der Ausstellung dieser Urkunde allerdings ausschließlich auf die nach der Besteigung gemachten (Höhen-)Angaben der Bergsteiger.

## Publikationen
- Andy Holzer: Balanceakt: Blind auf die Gipfel der Welt. Walter-Verlag, Mannheim 2010, ISBN 978-3-530-50613-6.
- Andy Holzer: Mein Everest: Blind nach ganz oben. Patmos Verlag, Mannheim 2018, ISBN 978-3-8436-1093-3.

## Filme
- Unter Blinden – Das extreme Leben des Andy Holzer. Österreich 2014.